# Château de Lamego
Le château de Lamego est un château situé dans la freguesia de Lamego, sur le territoire de la municipalité de Lamego, district de Viseu, au Portugal. Sa fondation remonte à 1217. À l'origine un château de montagne, ses deux pans de murailles, intérieure et extérieure, font désormais partie intégrante du tissu urbain comme emblème de la ville. Il est classé Monument national depuis 1910.

## Historique
L'occupation humaine primitive du site de Lamego, remonte à un fort préhistorique sur une colline, bien que certains auteurs considèrent que le peuple de Lacao (vers le Ve siècle av. J.-C.), conquis par l'Empire romain, aurait vécu ici.
Lors de la Conquête romaine de la péninsule Ibérique, l'empereur Trajan ordonna la reconstruction de la ville, alors appelée Lameca vers le IVe siècle, période où le christianisme était déjà reconnu. Entre les Ve et VIIIe siècles, elle est sous domination des Wisigoths, et la ville est alors le siège d'un évêché, comme en témoigne la basilique Saint-Pierre de Balsemão, construite entre les VIe et VIIe siècles dans le style wisigothique. À partir du VIIIe siècle, la ville passe sous domination musulmane.
Lors de la Reconquête chrétienne de la péninsule, la ville est d'abord prise par Ordoño II de Galice (910) puis ensuite reconquise par les forces du Hadjib Almanzor (997), qui la conserva jusqu'au XIe siècle. Elle est reprise difficilement par Ferdinand le Grand aux musulmans (29 novembre 1057). Les domaines de la ville et son château furent offerts en dot à Thérèse de León lors de son mariage avec Henri de Bourgogne, et deviennent une partie des domaines du comté de Portugal. Avec l'indépendance du Portugal, ils sont donnés aux Mendes, seigneurs de Bragance. Lors de la campagne de construction de la seconde moitié du XIIe siècle, à laquelle nous devons le donjon et la citadelle, les murailles, sans créneaux, et la citerne, construite par les musulmans au XIe siècle, sont conservées.
Sous le règne de Sanche II (1223-1248), Abril Peres de Lumiares (pt) est maire du château jusqu'en 1245. On pense[style à revoir] que l'érection de l'enceinte de la ville eut lieu après les Enquêtes de 1258, sous le règne d'Alphonse III (1248-1279).
Aux XIVe et Xe siècles, la ville prospère grâce à la fabrication de textiles, avec une foire annuelle d'importance régionale. À cette époque, les Coutinho étaient maires du château, parmi lesquels se distingue Gonçalo Vasques Coutinho (pt), également maire du château de Trancoso, qui, lors de la crise portugaise de 1383-1385, prend le parti du Jean Ier. À la fin de cette période, Francisco Coutinho, IVe comte de Marialva, fait percer une fenêtre au milieu de la tour.
Après une brève période de récession économique au XVIe siècle, le commerce du vin apporta une nouvelle prospérité à la région au XVIIe siècle, comme en témoigne la construction d'un grand nombre de manoirs à Lamego. À cette époque, la porte de la ville est formée d'un arc à deux tours, où se trouve une cloche faisant office d'horloge. L'hôtel de ville est alors un ancien bastion à portiques, avec des colonnes en pierre sculptée et une tour. Un second bastion est alors désigné sous le nom de Castelinho (1730), et l'ancienne citerne est nettoyée (1749), puis fermée pour des raisons de sécurité (1758).

### Depuis leXIXesiècle
L'intervention des pouvoirs publics sur le monument, par l'intermédiaire de la Direction générale des bâtiments et monuments nationaux (DGEMN), débute dans une première phase entre 1940 et 1944. Plus tard, en 1949, le Conseil municipal procède à la réparation des voies d'accès. De nouvelles interventions furent menées par la DGEMN entre 1955 et 1991, libérant le monument des bâtiments annexes, consolidant, récupérant ou reconstruisant les structures, et réalisant diverses améliorations qui rehaussèrent considérablement sa valeur.
En 1976, le château est le siège du groupe no 49 des scouts portugais. Grâce à l'enthousiasme et aux efforts des jeunes scouts, et avec le soutien des autorités locales, la place d'armes du château est nettoyée, soigneusement aménagée et transformée en un lieu agréable, digne d'une visite. Le 26 mai 1977, un protocole est signé entre la mairie de Lamego et l'Association des scouts portugais, confirmant que le château deviendrait le siège du groupe no 49, ce dernier étant responsable de son nettoyage, de son entretien et de sa surveillance. Aujourd'hui, le château de Lamego est l'un des monuments les plus populaires de la ville.

## Caractéristiques
Le château se dresse en position dominante sur la ville, sur une colline d' affleurements de granit et de schiste, à 543 m d'altitude. Il présente un plan polygonal irrégulier adapté au terrain, de style roman et gothique. Outre l'enceinte intérieure, entourée d'un chemin de ronde, qui comprend la citadelle, dominée par le donjon, une enceinte extérieure entoure le complexe à un niveau inférieur.
On accédait[style à revoir] au complexe par deux portes : la Porta do Sol, au sud, et la Porta da Vila, au nord, flanquée de deux tours, l'une carrée et l'autre circulaire. Le donjon, de plan quadrangulaire, décentré à l'ouest de la place d'armes, est divisé intérieurement en trois niveaux, avec planchers et escaliers en bois, éclairés par des meurtrières, dont certaines furent transformées en fenêtres à la fin du XVIe siècle. On y accédait[style à revoir] à l'origine par une porte surélevée d'environ deux mètres au-dessus du sol. Une porte, surmontée de créneaux, se trouve aujourd'hui au rez-de-chaussée.
À l'extérieur des murs se dresse l'ancienne citerne en pierre sculptée, mesurant environ 20 × 10 m. Le plafond est voûté d'une ogive nervurée soutenue par quatre arches reposant sur des piliers. Elle est considérée comme l'un des exemples les mieux conservés du pays.

## Galerie

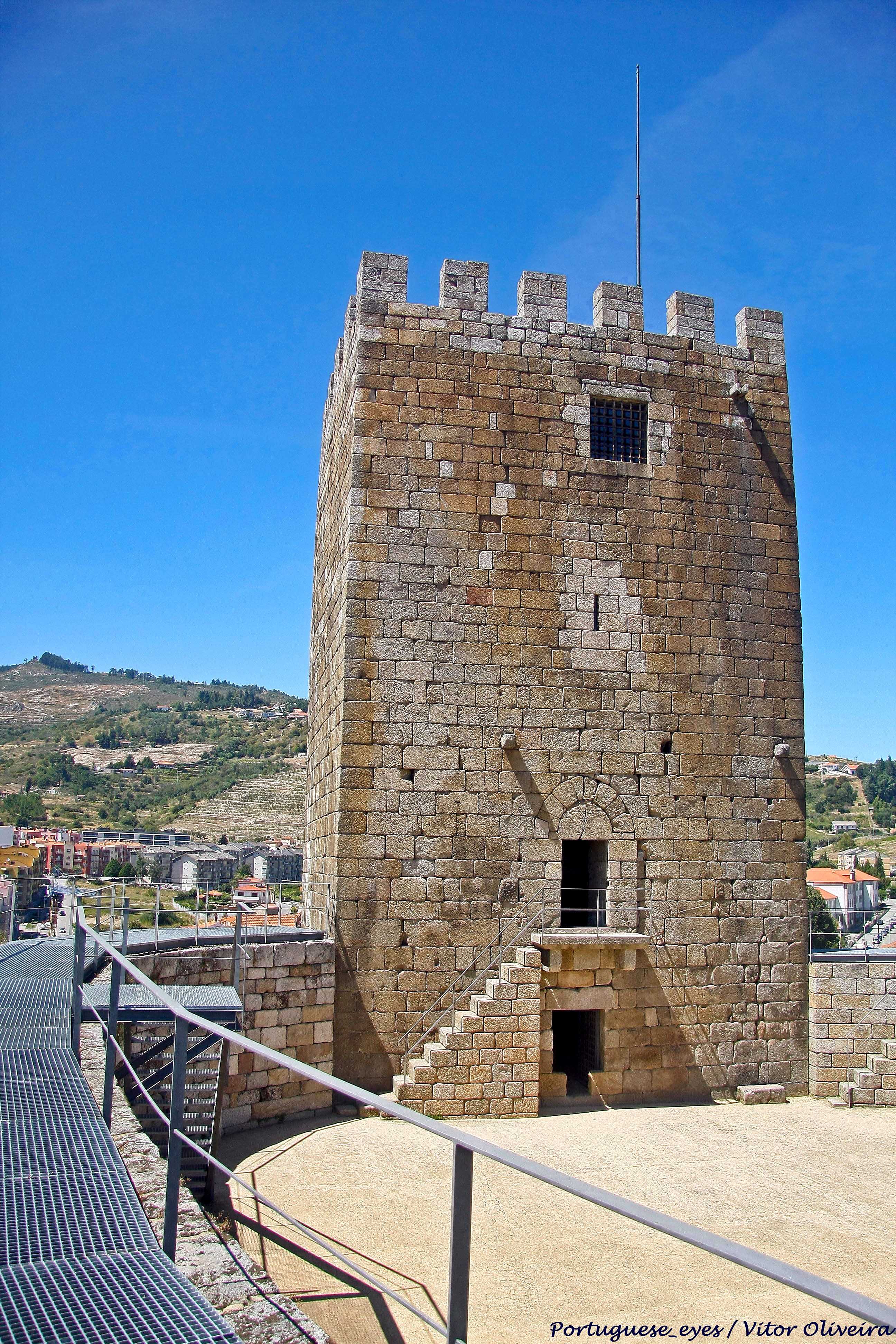
Donjon.
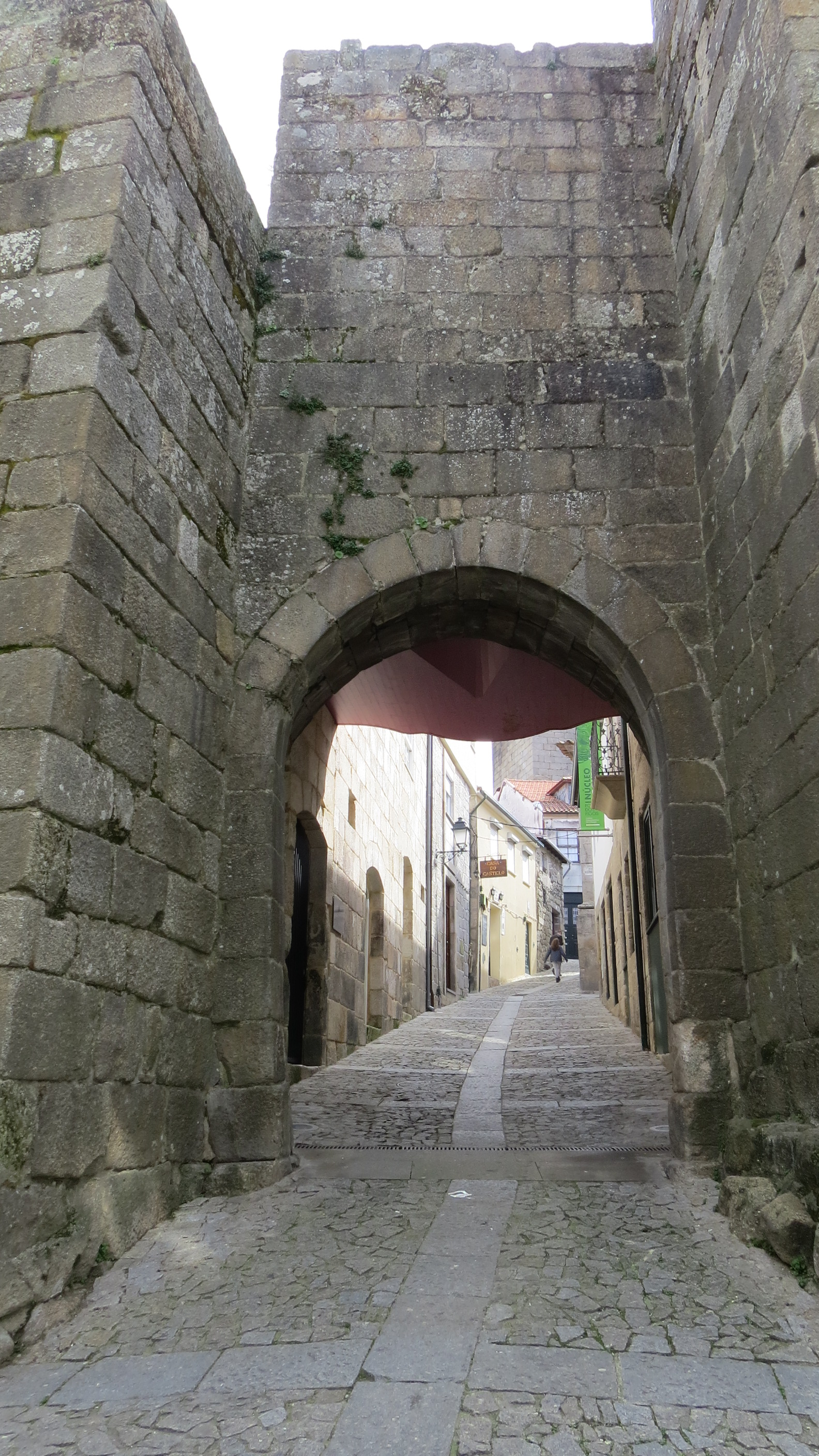
Entrée du château.
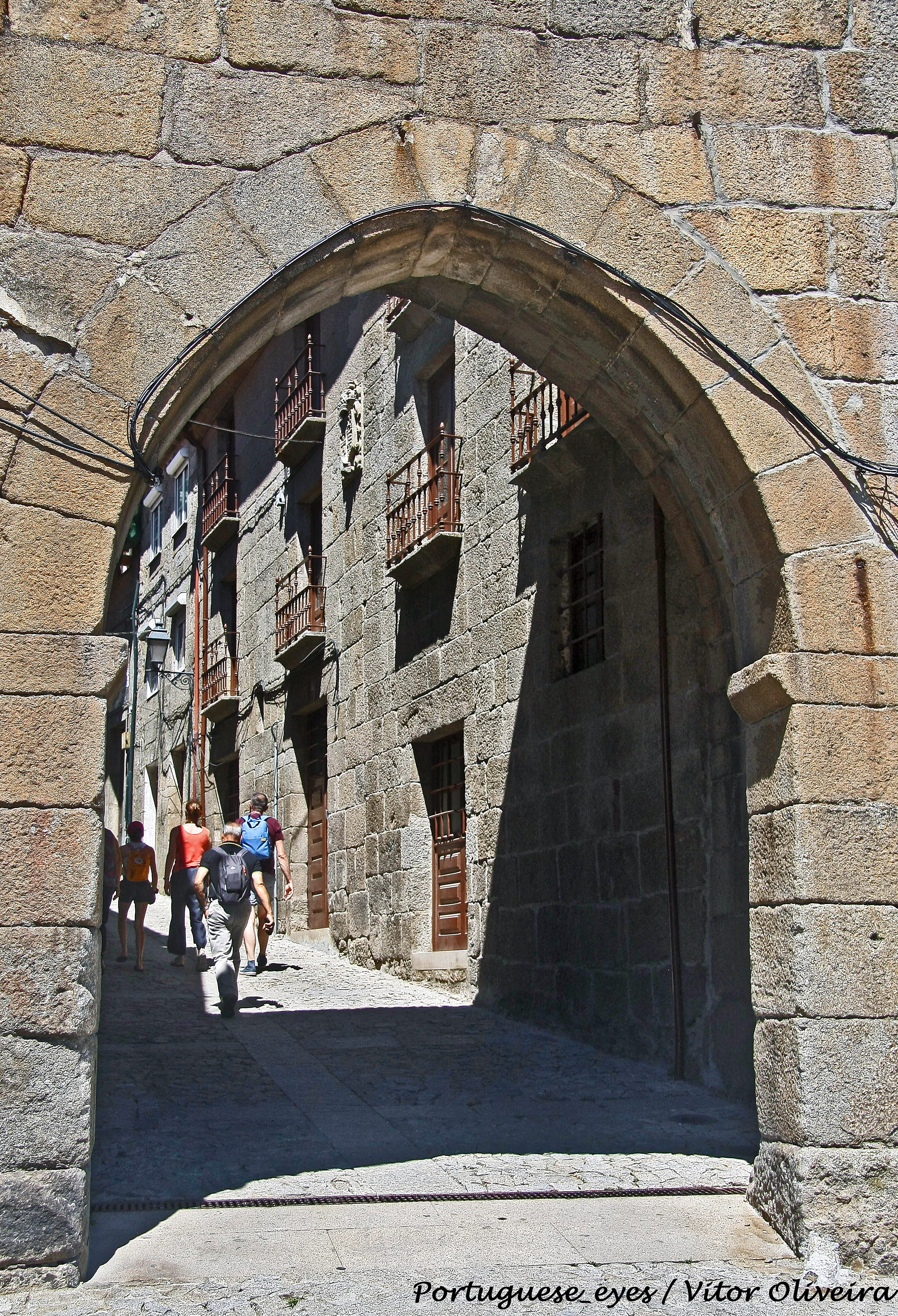
Porta do Sol.